# Abioun Babatunde
Abioun Babatunde (* 3. Oktober 1994 in Lagos) ist ein nigerianischer Fußballspieler.

## Karriere
Abioun Babatunde stand von 2014 bis 2015 beim Shooting Stars FC im nigerianischen Ibadan unter Vertrag. Wo er vorher gespielt hat, ist unbekannt. Über die nigerianischen Vereine MFM FC und Indomie FC wechselte er Anfang 2019 nach Myanmar. Hier unterschrieb er einen Vertrag beim Chinland FC. Der Verein aus dem Chin-Staat spielte in der ersten Liga des Landes, der Myanmar National League. Am Ende der Saison musste der Verein den Weg in die Zweitklassigkeit antreten.